# صادق جلال العظم
صادق جلال العظم (زاده ۱ نوامبر ۱۹۳۴ دمشق - درگذشته ۱۱ دسامبر ۲۰۱۶) استاد بازنشسته فلسفه مدرن اروپا در دانشگاه دمشق سوریه و نیز استاد مدعو در دانشکده مطالعات خاور نزدیک در دانشگاه پرینستون تا سال ۲۰۰۷ بود. تخصص اصلی کار او، کار فیلسوف آلمانی امانوئل کانت بوده، اما تأکید بیشتری بر جهان اسلام و ارتباط آن با غرب، که سهم خود را به گفتمان خاورشناسی نیز به عنوان یک مدافع حقوق بشر و قهرمان آزادی اندیشه و بیان شناخته شده‌است. دارد. العظم با تمرکز بر آثار کارل مارکس و ایمانوئل کانت، کوشیده نظریات عصر روشنگری را به جهان عربی-اسلامی بیاورد و آن را به مدرن شدن از راه سکولار شدن فرابخواند.
يكي از جنجال‌برانگيزترين رهيافت‌های دكتر صادق جلال‌العظم پس از مهاجرت به اروپا اين بود كه: «درگيری‌ها در سوريه پايان نمی‌پذيرد مگر اينكه نظام «علوی‌ِ سياسی» به‌طور كامل سقوط كند؛ هم‌چنان‌كه در لبنان نيز جنگ داخلي پايان نپذيرفت جز با سقوط «مسيحيتِ مارونی سياسی.»

## دوران جوانی
العظم در دمشق در خانواده‌ای ترک تبار به دنیا آمد. وی در خانوادهٔ سنی و سرشناسی بزرگ شد که در سدهٔ هجدهم در سوریهٔ تحت حاکمیت امپراتوری عثمانی اهمیت یافته بود.
او در بیروت به مدرسه رفت و پس از آن در سال ۱۹۵۷از دانشگاه آمریکایی بیروت دورهٔ کارشناسی در فلسفه را به پایان رساند. العظم در سال ۱۹۵۹ کارشناسی ارشد و ۱۹۶۱ دکترای خود را از دانشگاه ییل با گرایش فلسفه مدرن اروپا دریافت کرد.

## زندگی کاری
او در سال ۱۹۶۵ در دانشگاه آمریکایی بیروت به آموزش فلسفه پرداخت. کتاب «انتقاد از خود پس از شکست» تأثیرجنگ شش روزه بر اعراب را بررسی می‌کند. برخی از کتاب‌های او در کشورهای عرب (بجز لبنان) ممنوع هستند.
العظم از سال ۱۹۷۷ تا سال ۱۹۹۹ استاد دانشکدهٔ فلسفه و جامعه‌شناسی دانشگاه دمشق بود. او همچنان به سخنرانی در دانشگاه‌های آمریکایی و اروپایی به عنوان استاد مدعو ادامه می‌دهد. در سال ۲۰۰۴ به همراه فاطمه مرنیسی و عبدالکریم سروش برندهٔ جایزهٔ ارسموس شد. او در همان سال جایزهٔ دکتر لئوپولد لوکاس را از دانشکدهٔ الهیات پروتستان، دانشگاه توبینگن دریافت کرد. در سال ۲۰۰۵ دانشگاه هامبورگ دکترای افتخاری به وی داد.
صادق جلال العظم همچنین در سال ۲۰۱۵ مدال گوته را به همراه نیل مک‌گرگور و ایوا سوفر دریافت کرد.

## مواضع
او در اثر چهار جلدی‌اش، «نقد عقل عربی»، این ایده را مطرح کرد که حقوق اسلامی، باورها، اندیشه‌ها، مظاهر، ایده‌ها و حتی زبان عربی ارتجاعی هستند، با عقل سلیم و تفکر عقلانی سر سازش ندارند و به این ترتیب عامل فلاکت جهان عرب هستند.
او همچنین از معدود روشنفکران جهان عرب بود که پس از فتوای قتل سلمان رشدی توسط خمینی از سلمان رشدی و حق آزادی بیان او دفاع کرد.

## جنجال و بازداشت
در دسامبر سال ۱۹۶۹ در جریان یک جنجالل سیاسی، دولت لبنان به صورت غیابی حکم بازداشت العظم و ناشرش را صادر کرد. او به سوریه گریخت ولی پس از چندی به بیروت برگشت تا خود را تسلیم کند، وی در اوایل ژانویه ۱۹۷۰ زندانی شد. اتهام او نوشتن کتابی با هدف برانگیختن دشمنی در میان فرقه‌های مذهبی لبنان بود. این پس از آن بود که مجموعه مقالاتی را که پیشتر در روزنامه‌ها و مجلات منتشر شده بودند، به صورت کتابی به نام نقد اندیشهٔ دینی چاپ کرد.
در این کتاب العظم رهبران سیاسی و مذهبی و رسانه‌های پشتیبانشان را برای بهره‌برداری از احساسات مذهبی مردم سرزنش کرده و دشمنی آنان را با خود برانگیخته است. او با نقدی مارکسیست - متریالیستی به مذهب، نه برای بی‌اعتبار کردن تعهدات دینی مردم که برای افشای اینکه چگونه "رژیم‌های عرب دین را همچون ابزاری برای آرام کردن مردم عرب و پوششی بر بی‌کفایتی و ناتوانی خود که با شکست نمایان شده بکار می‌برند و با توضیحات مذهبی و معنوی برای پیروزی براسرائیل … "
العظم از زندان در اواسط ماه ژانویه سال ۱۹۷۰ آزاد شد. «دادگاه به دلیل نبود عناصر جرمی که آن‌ها به آن متهم شده بودند، به اجماع به رفع اتهامات علیه متهمان صادق العظم و بشیر ال دوک رای داد». نسخه‌های بعدی نقد اندیشهٔ دینی که شامل اسنادی از دادگاه است و به زبان عربی همچنان چاپ می‌شود، هر چند با دسترسی محدود در خاور میانه.
العظم بر این باور است که انگیزه دستگیری اش عوامل دیگری بوده‌اند، شاید گونه‌ای "تسویه حساب با منتقدان و دشمنانش ." استدلال العظم در نقد اندیشهٔ دینی مطرح کرده هنوز مورد بحث است و کتاب‌های فراوانی به زبان عربی در پیشبرد جایگاه هر دو سوی بحث منتشر شده‌است. کامل‌ترین مقاله در مورد ماجرا با استفاده از سخنان خود نویسنده، در خارج از خاورمیانه در مجله آلمانی اسلام در سال ۱۹۷۱چاپ شد، در مقاله‌ای از استفان وایلد به نام "خدا و انسان در لبنان: ماجرای صادق العظم ". صادق جلال العظم در ۱۱ دسامبر ۲۰۱۶ در سن ۸۲ سالگی درگذشت.

## کتاب‌ها
- ۱۹۶۷- تئوری زمان کانت
- ۱۹۶۸- خودانتقادی پس از شکست
- ۱۹۶۹- نقد اندیشهٔ دینی
- ۱۹۷۲- مبنای استدلال کانت در تضاد
- ۱۹۸۰- چهار مقالهٔ فلسفی
- ۱۹۹۲- تابوی روان: سلمان رشدی و حقیقت ادبیات
- ۲۰۰۴- اسلام و سکولار اومانیسم